# Schloss Ursensollen

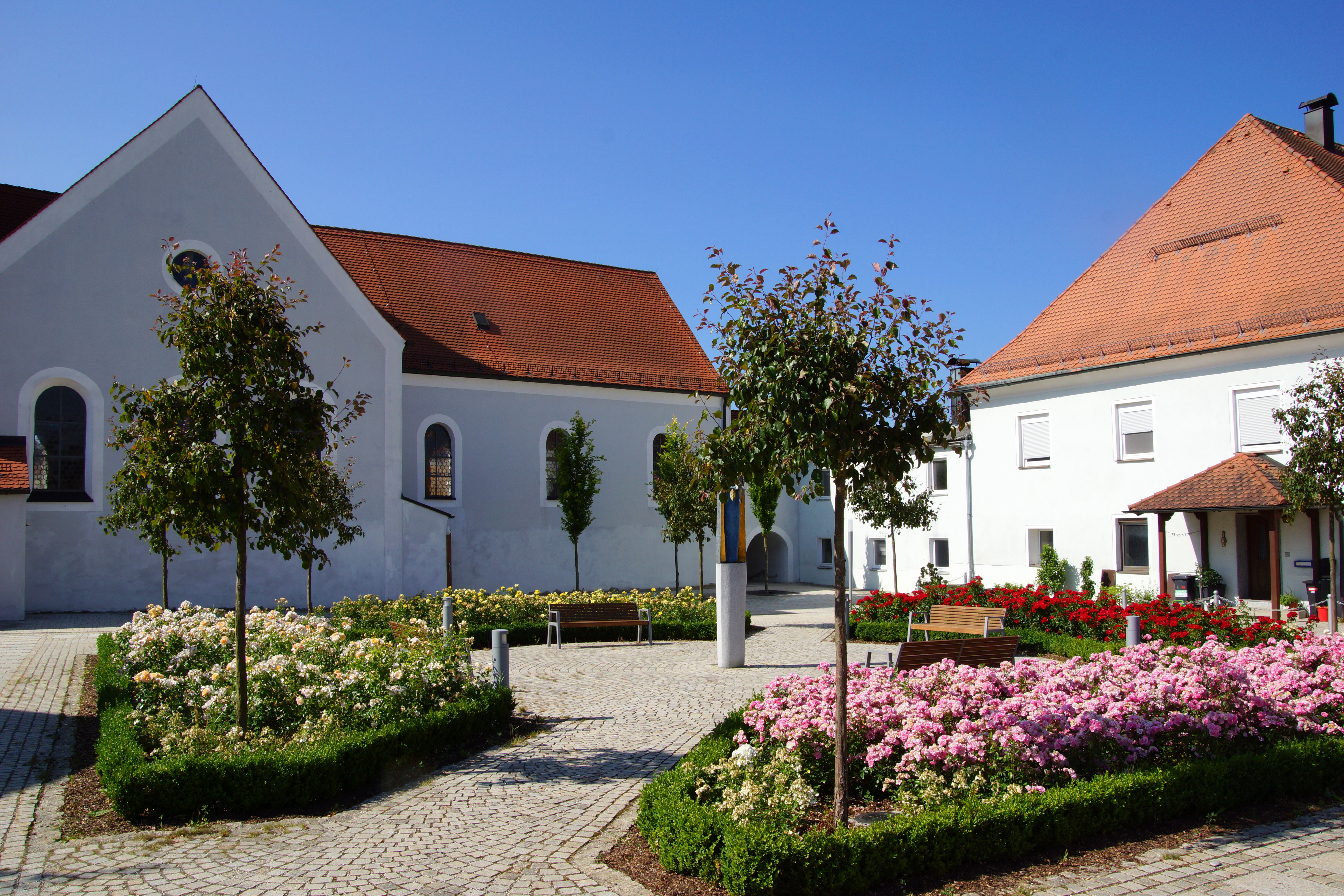
Ursensollen

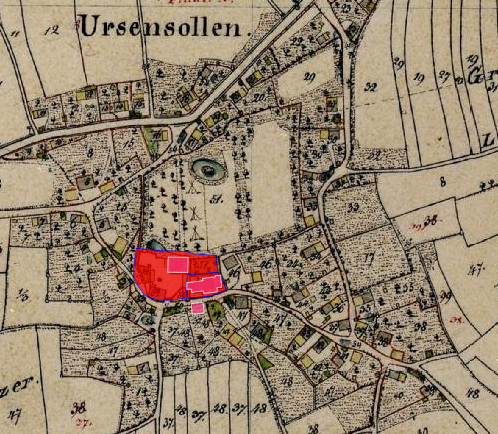
Lageplan von Schloss Ursensollen auf dem Urkataster von Bayern

Das Schloss Ursensollen ist ein Schloss in der oberpfälzischen Gemeinde Ursensollen im Landkreis Amberg-Sulzbach von Bayern. Die Anlage wird als Bodendenkmal unter der Aktennummer D-3-6536-0147 im Bayernatlas als „archäologische Befunde im Bereich des ehem. Hofmarkschlosses von Ursensollen, zuvor mittelalterlicher Adelssitz“ geführt.

## Geschichte
Um 1144 wird mit Heinrich de Ursensoligen erstmals ein Ortsadeliger in einer Urkunde des Klosters Ensdorf genannt, der sich nach Ursensollen nennt. Noch im 13. Jahrhundert werden Heinrich und Konrad von Ursensollen genannt. In der zweiten Hälfte des 14. Jahrhunderts treten die Herren von Scharpfenberg in Ursensollen auf, die auf der benachbarten Burg Scharfenberg ihren Stammsitz hatten. Zwischen 1364 und 1391 werden die mit den Scharpfenbergern verschwägerten Heinrich und Konrad Hainthaler zu Ursensollen genannt, die hier ihren Sitz hatten.

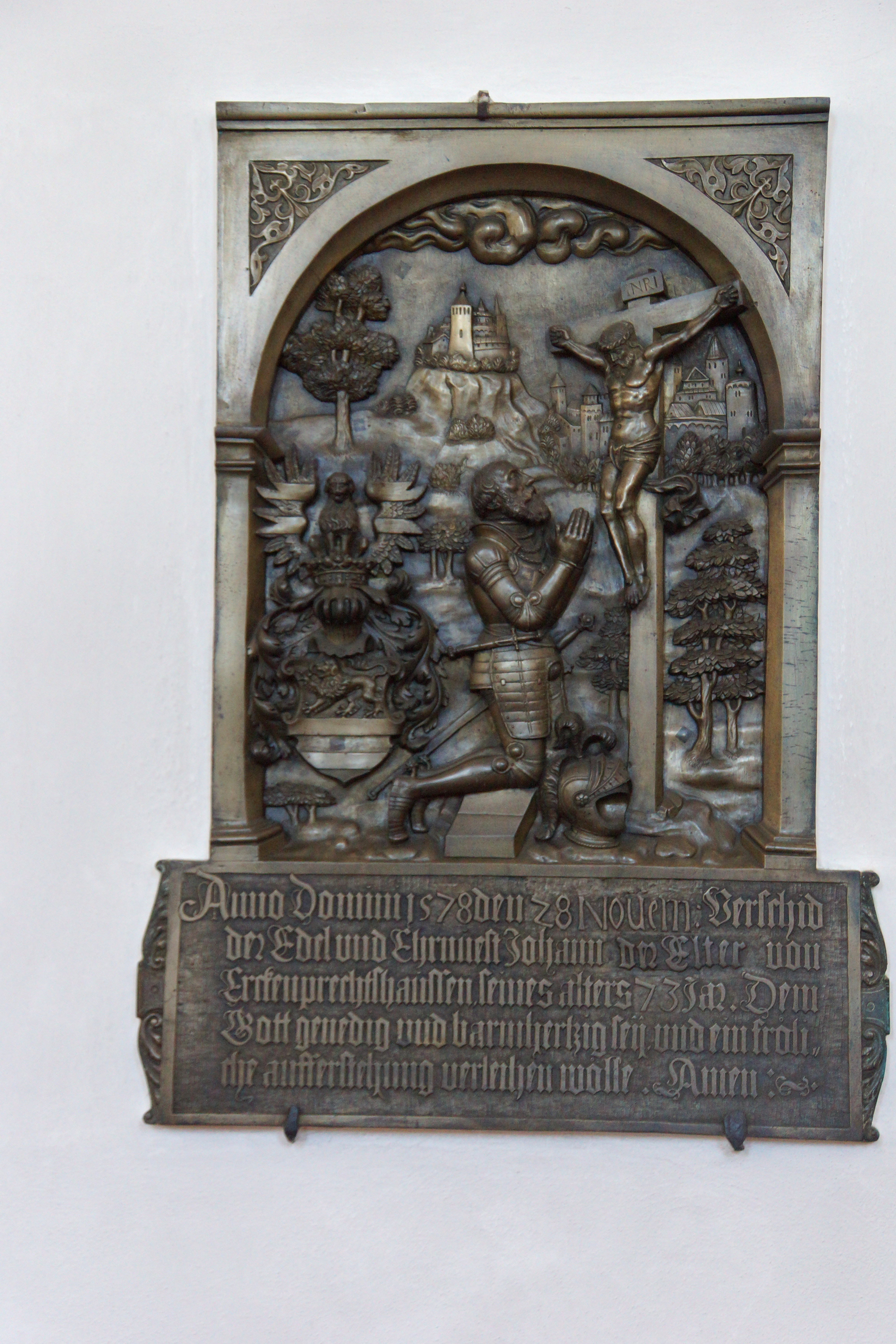
St. Vitus Ursensollen: Epitaph Johann Erckenbrechtshausen.

Im 15. und der ersten Hälfte des 16. Jahrhunderts werden die Scharpfenberger als Besitzer von Ursensollen genannt. Im späten 16. Jahrhundert wurde die Schlosskapelle zur Pfarrkirche ausgebaut, der noch erhaltene Turm wurde 1969 renoviert, das alte Kirchenschiff musste einem Neubau weichen. Als Nachfolger tritt Hans Mehringer 1550 und 1563 als Herr von Ursensollen auf, ihm folgt sein Sohn Niklas und dann 1566 Johan Erckenbrechtshausen. 1577 wurde dem Hans Erckenbrechtshausen von Kurfürst Ludwig VI. der Landsassenbrief über Ursensollen ausgestellt. Sein Epitaph († 1578) findet such an der Südwand der Ortskirche. Seine Erben sind hier bis zum Ende des 17. Jahrhunderts nachzuweisen. 1652 wurde die Hofmark Ursensollen versteigert, und zwar wurde sie von der Witwe des Wolf Friedrich von Erckenbrechtshausen, Felicitas, käuflich erworben. 1693/94 wurde die Hofmark an Johann Jakob Haller von Hallerstein verkauft; 1722 findet man hier Johann Anton Haller. 1730 ist Johann Jakob von Thünefeld der hiesige Besitzer. 1749 erwarb Friedrich Anton Velhorn, Pflegskommissarius zu Schnaittach, die Hofmark. Ihm folgte 1760 Johann Andreas von Velhorn. Dieser verkaufte bereits 1764 an Hofrat Franz de Paula Knebel, Pflegskommissarius von Hohenburg. Auf ihn folgte 1768 Ferdinand von Hözendorf, K.k. Leutnant und später kurfürstlicher Hofkammerrat zu Sulzbach, 1790 traten seine Witwe und weitere Erben in den Besitz ein. 1817 hieß der neue Eigentümer Joseph von Schenkl.
Zu dem Hofmarksschloss gehörten ein Hofbau und ein Bräuhaus. Der ehemalige Schlossbau befindet sich heute in Privatbesitz (vormals Gasthaus Gehr).